# Leon Nowosilski
Leon Mikołaj Korwin-Nowosilski (ur. 22 kwietnia 1898 w Rydze, zm. 6 grudnia 1967) – podpułkownik dyplomowany artylerii Wojska Polskiego, kawaler Orderu Virtuti Militari.

## Życiorys
Urodził się 22 kwietnia 1898 w Rydze, w rodzinie Adama Rafała (1859–1942), tytularnego generała brygady Wojska Polskiego, i Marii Wiktorii z Jankowskich. Od 1 września 1907 do 1 maja 1915 uczył się w Aleksandrowskim Gimnazjum w Rydze, w którym zdał egzamin maturalny. Od 3 sierpnia 1915 do 9 stycznia 1917 studiował na Wydziale Mechaniki Ryskiego Instytutu Politechnicznego. 21 lutego 1917 wstąpił do Konstantynowskiej Szkoły Artylerii w Petersburgu. 15 sierpnia 1917, po ukończeniu szkoły, został mianowany chorążym ze starszeństwem z 1 lipca 1917.
W latach 1922–1924 był słuchaczem III Kursu Normalnego Wyższej Szkoły Wojennej w Warszawie. Z dniem 1 października 1924 roku, po ukończeniu kursu i otrzymaniu dyplomu naukowego oficera Sztabu Generalnego, otrzymał przydział do Dowództwa Okręgu Korpusu Nr VII w Poznaniu na stanowisko referenta w Oddziale Wyszkolenia. W czasie studiów oraz w trakcie służby sztabowej pozostawał oficerem nadetatowym 3 dywizjonu artylerii konnej w Wilnie. W kwietniu 1925 został przydzielony do Wojskowego Komisarza Kolejowego w Oddziale IV Sztabu Generalnego na stanowisko referenta. 3 maja 1926 awansował na kapitana ze starszeństwem z dniem 1 lipca 1925 i 80. lokatą w korpusie oficerów artylerii. W 1928 pełnił służbę w Oddziale IV Sztabu Głównego w Warszawie. Od 11 września 1931 do 10 września 1933 odbył praktykę liniową w 7 pułku artylerii lekkiej w Częstochowie na stanowisku dowódcy baterii. We wrześniu 1933 wrócił do Sztabu Głównego. Przez kolejnych sześć lat zajmował stanowisko kierownika Referatu Operacyjno-Transportowego (Samodzielnego Referatu Planów) w Szefostwie Komunikacji Wojskowych. 27 czerwca 1935 awansował na majora ze starszeństwem z dniem 1 stycznia 1935 i 26. lokatą w korpusie oficerów artylerii. W czasie kampanii wrześniowej 1939 szef Wydziału Operacyjno-Transportowego Szefostwa Komunikacji Sztabu Naczelnego Wodza.
Wiosnę 1940 spędził w Ośrodku Wyszkolenia Oficerów w Sables-d'Or-les-Pins, w Bretanii, gdzie 23 marca opracował „Spostrzeżenia, dotyczące przygotowań i działań wojennych w zakresie komunikacji”. 
Na emigracji został księdzem Zgromadzenia Księży Marianów Niepokalanego Poczęcia Najświętszej Maryi Panny. Zmarł 6 grudnia 1967.
Był wdowcem, miał córkę Julitę Marię Felicję Jadwigę (ur. 16 czerwca 1929).

## Ordery i odznaczenia
- Krzyż Srebrny Orderu Wojskowego Virtuti Militari nr 3135
- Krzyż Kawalerski Orderu Odrodzenia Polski – 11 listopada 1937 „za zasługi w służbie wojskowej”[10]
- Krzyż Walecznych trzykrotnie
- Złoty Krzyż Zasługi – 25 lutego 1939 „za zasługi w służbie wojskowej”[11]
- Medal Niepodległości – 27 czerwca 1938 „za pracę w dziele odzyskania niepodległości”[12]
- Srebrny Krzyż Zasługi – 19 marca 1931 „za zasługi na polu organizacji i administracji wojska”[13]
- Medal Zwycięstwa